# Атинско херцогство
Атинското херцогство е кръстоносна държава, създадена по време на Четвъртия кръстоносен поход след превземането на Константинопол на територията на Атика и Беотия в днешна Гърция. Херцогството просъществува 254 години – от 1204 до 1458 г., като играе значима роля в историята на Южните Балкани през този период.

## История
Основател на херцогството е бургундският рицар Отон дьо ла Рош († 1234). Първоначално Атинското херцогство е васално на Солунското кралство, а от 1224 на Ахейското княжество. От 1260 управителят на Атина получава херцогска титла.
През 1311 г. след битката при Алмирос, херцогството е завладяно от каталунците - бивши наемници на Андроник II, останали в историята по-известни като „каталунската компания“. Номинално каталунците признават властта на херцозите на Атина, защото са членове на сицилианския клон на Арагонския кралски дом, но реално самостойно се разпореждат в херцогството.
През 1387 г. Атинското херцогство е завладяно от Коринтския владетел Нерио I Акчаюоли († 1402) с помощта на "наварската компания".
През 1456 г. херцогството е де факто под контрола на Османската империя и от 1458 г. престава да съществува като самостоятелна единица след като Атика с Атина преминават под разпореждане на Тураханоглу Омер. Последният херцог на Атинското херцогство Франко е убит от османците през 1460 г.

## Владетели на Атинското херцогство

### Род Ла Рош и Бриен (1204 – 1311)
- Отон дьо ла Рош (1204 – 1225)
- Гуидо І (1225 – 1263)
- Жан І (1263 – 1280)
- Гийом І (1280 – 1286)
- Гуидо ІІ (1287 – 1308)
- Уолтър ІІ (1308 – 1311)

### Арагонска династия (1312 – 1387)
- Манфред (1312 – 1317)
- Гийом ІІ (1317 – 1338)
- Жан Рандацо (1338 – 1348)
- Федерико Рандацо (1348 – 1355)
- Федерико ІІІ (1.9.1341 – 27.1.1377) (1355 – 1377); крал на Сицилия (1355 – 1377)
- Мария (1377 – 1381)
- Педро ІV Церемониалния (1319 – 7.1.1387) (1381 – 1387); крал на Арагон (1336 – 1387)

### Дом Ачаюоли (1385 – 1458)
- Нерио I Ачаюоли (1385/94 – 1402)
- Антонио І (1402/05 – 1435)
- Нерио ІІ (1435 – 1439, 1441 – 1451)
- Антонио ІІ (1439 – 1441)
- Франческо І под регентството на майка си Киара Дзорци (1451 – 1454)
- Франко (1455 – 1458)